# Philiris obiana
Philiris obiana är en fjärilsart som beskrevs av Hans Fruhstorfer. Philiris obiana ingår i släktet Philiris och familjen juvelvingar. Inga underarter finns listade i Catalogue of Life.